# Volition
Pour le studio de développement de jeux vidéo, voir Deep Silver Volition.
Une volition est un acte par lequel la volonté se détermine à quelque chose. Autrement dit, elle désigne l'aboutissement d'un processus par lequel un être use de la volonté. C'est l'événement par lequel l'individu « agit » en vue d'un résultat, interne ou externe. En langage courant, on pourrait l'assimiler au résultat de la formulation d'un choix.
La volonté vise à la production d'un changement et traduit son choix en volition (action).
Il faut distinguer la volition de la volonté, bien que le terme soit parfois employé pour désigner la volonté elle-même. La volonté est une faculté, tandis que la volition est l'acte concret et particulier qu'effectue la volonté dans une situation donnée. En simplifiant, la volition serait l'effet d'une cause, et cette cause serait la volonté.

## Origine du concept
La volition est une notion connue de longue date. Dans l'histoire de la pensée moderne, elle est d'abord développée par Locke dans son Essai sur l'entendement humain (1690) :
« Cette puissance que notre esprit a de disposer ainsi de la présence ou de l'absence d'une idée particulière, ou de préférer le mouvement de quelque partie du corps au repos de cette même partie, ou de faire le contraire, c'est ce que nous appelons Volonté. Et l'usage actuel que nous faisons de cette puissance, en produisant ou en cessant de produire telle ou telle action, c'est ce qu'on nomme Volition. »
Locke définit la volition comme :
« un acte de l'esprit exerçant avec connaissance l'empire qu'il suppose avoir sur quelque partie de l'homme, pour l'application à quelque action particulière ou pour l'en détourner. »
Charles Sanders Peirce en a quant à lui fait état dans les Collected Papers (1.386) :
« Cet acte qu'est la volition est l'aboutissement d'un processus d'origine psychologique et dont le dernier instant est d'ordre musculaire. Il s'agit en fait d'une chaîne de commandes passées aux cellules nerveuses par le cerveau, transmises ensuite aux cellules musculaires sous forme de décharge. »

## Théorie volitionniste de l'action
Une théorie volitionniste de l'action, telle que la développe Locke, dit que toute action volontaire est produite par un événement mental juste avant l'action, c'est-à-dire par un acte de volonté, incluant également les actions réflexes.

## Chez Gary Kielhofner
Dans le Modèle de l'occupation humaine de Gary Kielhofner, la volition est un des sous-systèmes qui constituent l'identité humaine, avec l'habituation et la performance. Dans ce modèle, la volition comprend les valeurs, les intérêts et la causalité personnelle (plus communément appelée : déterminants personnels).

## Une notion critiquée

### Le mythe des volitions chez Gilbert Ryle
Gilbert Ryle, dans son ouvrage La Notion d'esprit, affirme que le concept de volition est artificiel et n’a aucune utilité. La question : “qu’est-ce qui rend un mouvement corporel volontaire ?” fut d’après lui considérée à tort comme une question causale.

### Sociologie
Pour Alain Accardo étudiant la sociologie de Pierre Bourdieu; la volition, comme ressort du comportement, partie de la psychologie de la motivation ou des intérêts, est une interprétation naturaliste, « pseudo-explication du type « vertu dormitive » ».

## Culture populaire
- Volition est aussi un album du groupe de Metal progressif canadien, Protest The Hero